# Anna Jesień
Anna Marta Jesień (geborene Olichwierczuk; * 10. Dezember 1978 in Sokołów Podlaski) ist eine ehemalige polnische Leichtathletin, die zwischen 1999 und 2012 im 400-Meter-Hürdenlauf sowie später auch in der 4-mal-400-Meter-Staffel erfolgreich war. Ihr größter Erfolg ist die Bronzemedaille auf der Hürdenstrecke bei den Weltmeisterschaften 2007 in Osaka.

## Sportliche Laufbahn
Jesień ist eine 400-Meter-Hürden-Läuferin, die bereits fünfmal zwischen 1999 und 2005 Polnische Meisterin wurde. Seit dem 1. Juli 2005 hält sie mit 53,96 s den polnischen Landesrekord. Bei den Europameisterschaften 2002 in München gewann sie die Bronzemedaille.
Sie startet auch in der 4-mal-400-Meter-Staffel der polnischen Leichtathletiknationalmannschaft und gewann bei den Europameisterschaften 2002 auch hier eine Bronzemedaille. Nach ihrem Landesrekord im Juli 2005 avancierte sie in die Weltspitze und erreichte bei den Weltmeisterschaften 2005 in Helsinki mit der drittbesten Zeit im Halbfinale das Finale. Im Finale wurde sie schließlich Vierte. Ein Ergebnis, das sie einen Tag später mit der 4-mal-400-Meter-Staffel wiederholen konnte. Zur Bronzemedaille fehlten der polnischen Staffel nur fünf Hundertstelsekunden. Bei den Europameisterschaften 2006 in Göteborg lief sie über die 400 Meter Hürden auf den sechsten Platz und gewann mit der polnischen 4-mal-400-Meter-Staffel als Schlussläuferin die Bronzemedaille.
Zweimal nahm Anna Jesień an Olympischen Spielen teil (2000 in Sydney und 2004 in Athen).
Anna Jesień hatte bei einer Größe von 1,68 m ein Wettkampfgewicht von 56 kg.

## Persönliche Bestleistungen
- 400 m 51,74 s, 25. Mai 2007 in Warschau
- 400 m Hürden: 53,86 s, 28. August 2007 in Osaka